# Henry Houghton Burton Bradley
Henry Houghton Burton Bradley (4 november 1845 - 23 november 1918) was een Australische arachnoloog. Hij publiceerde artikelen over vele soorten spinnen, in het bijzonder beschrijvingen van exemplaren gevonden op de Chevert-expeditie van 1875. Bradley correspondeerde met specialisten van spinnen in Europa en stuurde ze collecties.
 

Als advocaat van beroep was hij een fervent tuinder en voorzitter van de Raad van Toezicht in het Australian Museum tussen 1913 en 1918. Hij was ook de voorzitter van de Horticultural Society van New South Wales.

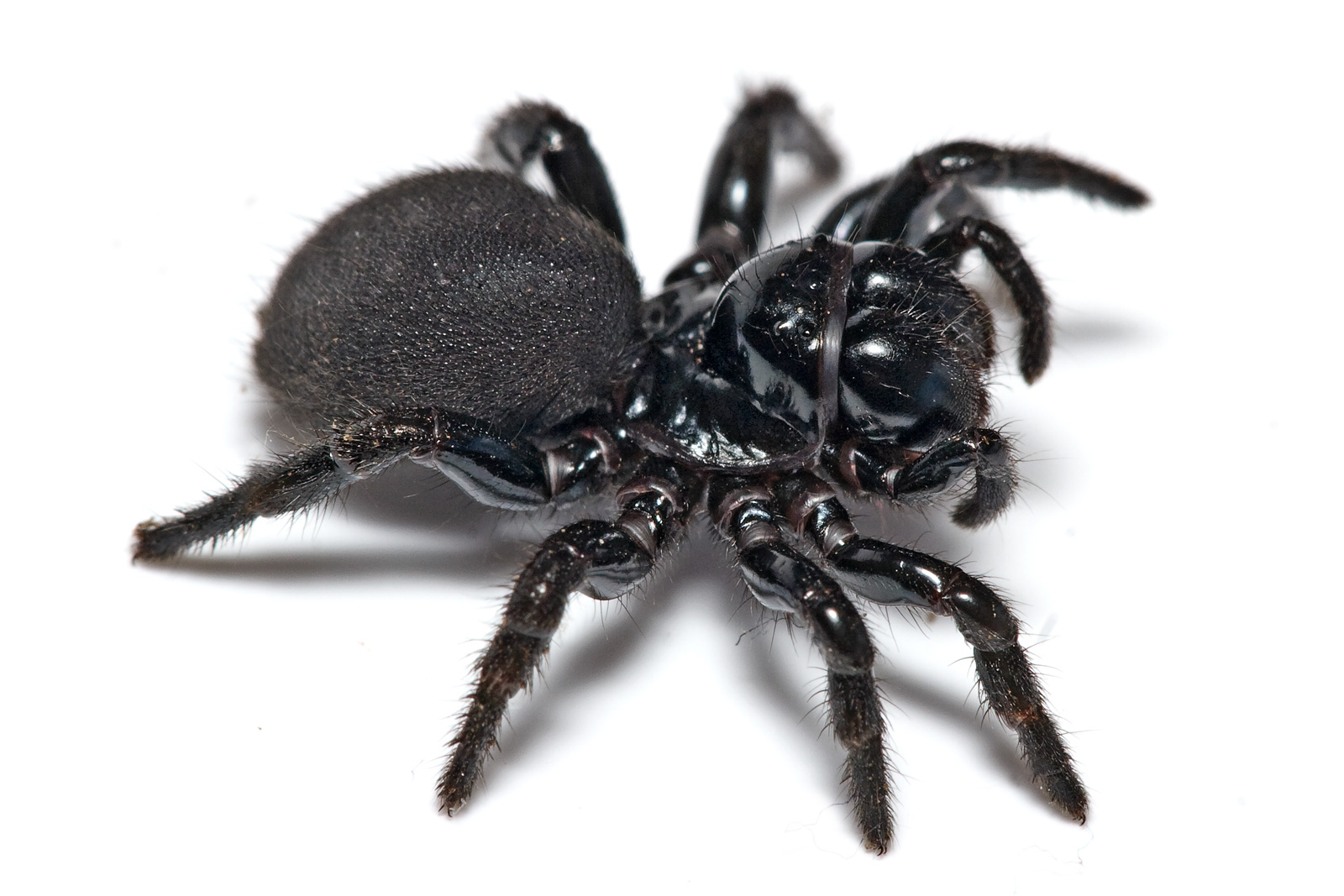
Missulena bradleyi

Bradley was lid van de Royal Horticultural Society; hij was de eerste penningmeester van de Linnean Society of New South Wales, veertig jaar lang trustee van het Australian Museum, en van 1913 tot 1918 de Crown Trustee van die instelling.
Bradley woonde in het noorden van Sydney. Hij verzamelde daar een inheemse muisspin die werd beschreven door William Rainbow als Missulena bradleyi. Hij noemde het "mooie en opvallend gemarkeerde" exemplaar een "besliste nieuwigheid". Rainbow noemde het ter ere van de verzamelaar, die volgens hem de eerste natuuronderzoeker was die inheems Australische spinnen onderzocht.
Volgens The Sydney Mail werd Bradley geboren op 4 november 1845 in Surry Hills, een voorstad binnen de grenzen van Sydney (LGA) en stierf hij op 23 november 1918 in het noorden van Sydney.
- Trove: 1475470